# Доргобужинов, Владимир Ипполитович
Владимир Ипполитович Доргобужинов (1822—1888) — русский государственный деятель, тайный советник.

## Биография
Родился в 1822 году. Окончил в 1843 году Императорский Харьковский университет.
Состоял на службе в Морском министерстве; был агентом РОПИТ. В 1853 году ему была пожалована Золотая табакерка, в 1856 году  он получил орден Св. Владимира 4-й степени; в 1855 году получил звание камер-юнкера.
В 1858 году открылось консульство России в Иерусалиме; первым консулом (управляющий консульством) был назначен, не имевший никакого дипломатического опыта «чиновника морского министерства, никогда не занимавшегося ни Палестиною, ни церковными, ни восточными делами» Доргобужинова. Первоначально консульство состояло из двух штатных единиц: консула и секретаря. Российский посланник в Константинополе А. П. Бутенев, утвердил особую инструкцию, в рамках которой Доргобужинов должен был осуществлять надзор за русскими паломниками, оказывать им всякое необходимое содействие. Ему было предоставлено право действовать, по соглашению с начальником Русской духовной миссии в Иерусалиме, а в случае особой необходимости обращаться непосредственно к посланнику в Константинополе. Доргобужинов прибыл в Иерусалим 17 сентября 1858 года вместе с архитектором Морского министерства М. И. Эппингером. Для постройки постоянного здания для Российского консульства в Иерусалиме, в 1859 году Доргобужиновым с помощью Э. Пьеротти был приобретён участок земли в старом городе Иерусалиме. В мае 1859 года великий князь Константин Николаевич совершил паломничество в Иерусалим вместе с супругой и старшим сыном. В память об этом султан в придачу к уже купленным Россией землям подарил ещё один большой участок близ старого города, где было решено строить отдельный паломнический городок. А на первом участке впоследствии было выстроено Александровское подворье. В 1859 году Доргобужинов был награждён орденом Св. Анны 2-й степени с императорской короной; в 1860 году Доргобужинова, «возбудившего против себя недовольство и недоверие начальника миссии» (епископа Кирилла), заменили на чиновника министерства иностранных дел К. А. Соколова.
Был произведён в чин действительного статского советника 23 апреля 1861 года, в тайные советники — 1 января 1871 года.
Был членом Совета министра внутренних дел. В 1866 году награждён орденом Св. Станислава 1-й степени и 9 декабря вступил в должность гражданского Костромского губернатора. В 1868 году получил орден Св. Анны 1-й степени. В 1873 году он получил орден Св. Владимира 2-й степени, в 1876 году — орден Белого орла; 15 мая 1883 года был награждён орденом Св. Александра Невского.
Умер 24 июня (6 июля) 1888 года.
Им были написаны: «О пробном введении морской записи в Прибалтийском крае» (СПб.: тип. Мор. м-ва, 1861. - [2], 36 с.), «О торговом мореплавании во Франции» (СПб.: тип. Мор. м-ва, 1863. — [2], IV, 265 с., 1 л. табл.), а также книжка для народа «О том, как костромской крестьянин Ив. Сусанин положил жизнь за царя» (М., 1879; 4-е изд. — 1886).